# Superabsorber

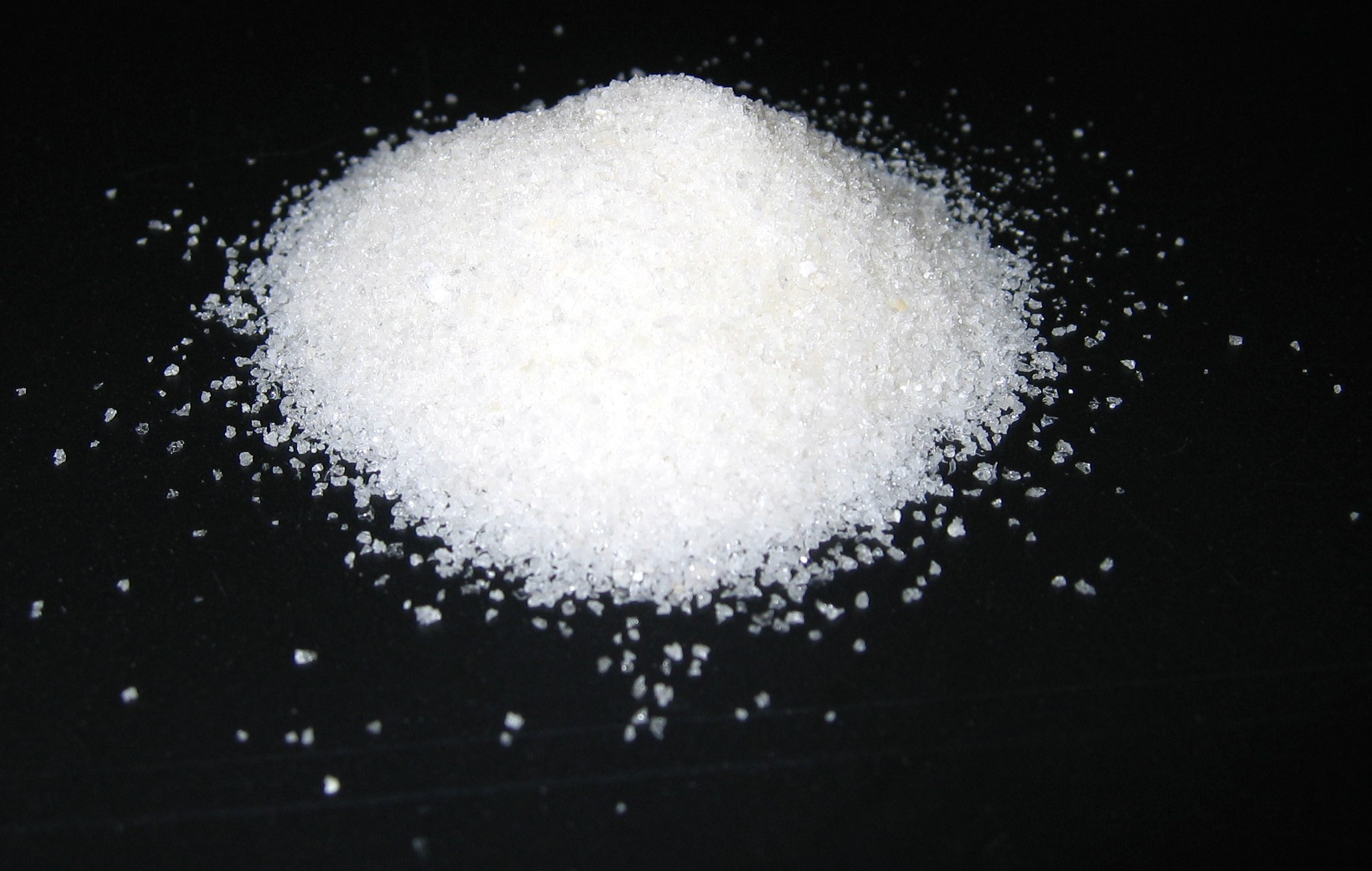
Superabsorberpulver

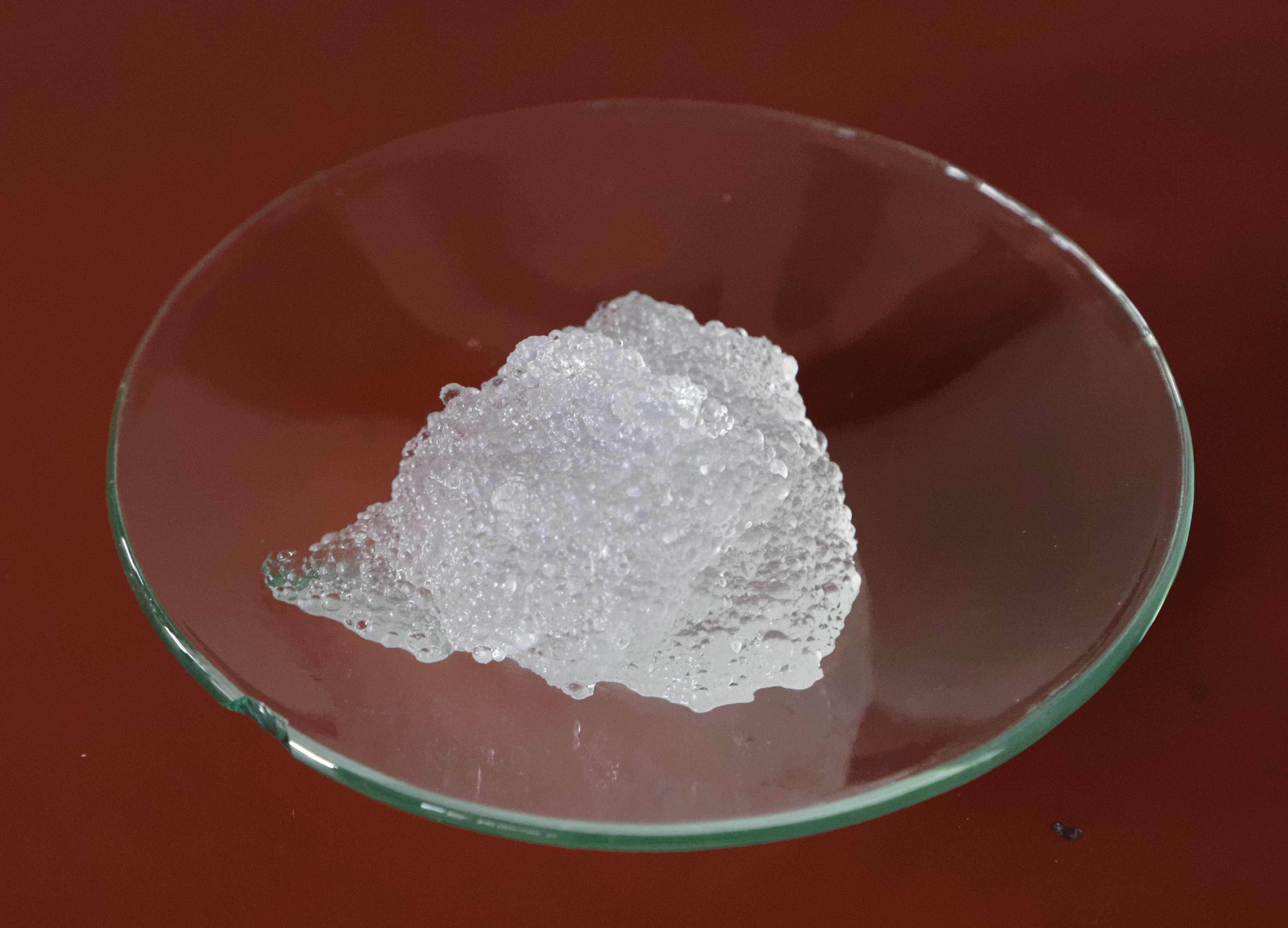
Mit Wasser aufgequollener Superabsorber

Superabsorber (Superabsorbent Polymers, SAP) werden Kunststoffe genannt, die in der Lage sind, ein Vielfaches ihres Eigengewichts an polaren Flüssigkeiten aufzusaugen. Dies sind vor allem Wasser bzw. wässrige Lösungen.

Bei der Aufnahme der Flüssigkeit quillt der Superabsorber auf und bildet ein Hydrogel. Die Summe aus dem Volumen der Flüssigkeit und dem Volumen des trockenen Superabsorbers bleibt dabei gleich.
Die neuere Forschung im Bereich der Materialwissenschaften ermöglicht mittlerweile auch die Herstellung von Superabsorbern für Öl. Diese können das bis zu 45-fache ihres Eigengewichtes an Öl aufnehmen.  Die Affinität zu Öl wird durch aliphatische und aromatische Seitenketten des Grundpolymers bewirkt.

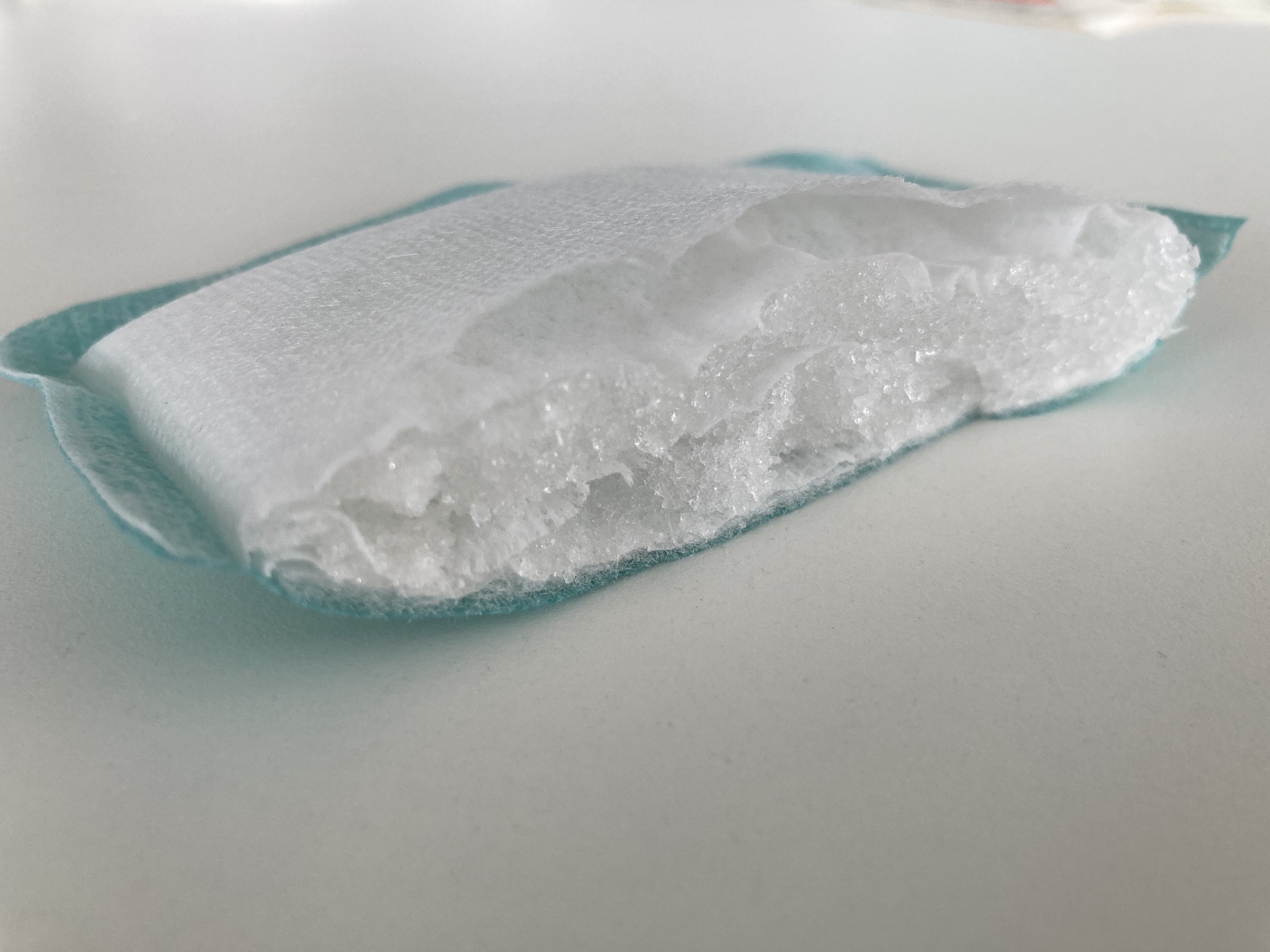
Gelbildender Superabsorber in aufgeschnittener Wundauflage

## Verwendung
Das Produkt kommt als weißes Granulat mit Partikelgrößen von 100 - 1.000 µm zum Einsatz. Es findet größtenteils in Babywindeln, Damenbinden, bei der Inkontinenzversorgung, in Verbandmaterial und in geringen Mengen auch in Kabelummantelungen für Tiefseeleitungen Verwendung. Es etablieren sich jedoch auch nach und nach andere Anwendungszwecke, wie in sogenannten Gelbetten (siehe Wasserbett), als gelbildende Löschmittel in der Brandbekämpfung, als mechanischer Stabilisator für Schnittblumen in einer Vase oder als Zusatz für Pflanzenerde, um dauerhaft Wasser zu speichern. Hierbei kommt jedoch wegen der besseren Umweltverträglichkeit kalilaugeneutralisierte Acrylsäure zum Einsatz. Große Hersteller für Superabsorber sind unter anderem die BASF SE, Evonik, oder Nippon Shokubai. Große Superabsorberabnehmer sind z. B. Procter & Gamble, Kimberly-Clark, Attends Healthcare Europe (Domtar Group) oder SCA, in Deutschland Paul Hartmann AG und das Unternehmen Ontex.
Zur Erhöhung der Wasserspeicherkapazität in Böden finden seit einigen Jahren Wasserspeichergranulate (Bspw. ein vernetztes Copolymer auf Kaliumsalz-Basis) im Gartenbau, insbesondere in der Stadtbegrünung Verwendung. Untersuchungen zur Wirkungsweise und zum Verbleib gartenbaulich in den Boden eingebrachter Superabsorber wurden unter Mitwirkung der Justus-Liebig-Universität Gießen durchgeführt. Neben Kompositgranulaten, die aus einer hochporösen mineralischen Matrix und daran angelagerten Hydrogelpolymeren bestehen, wird auch die alternative Herstellung von Superabsorbern aus Stärke als nachwachsendem Rohstoff für den weltweiten Einsatz im Agrarbereich erforscht.

## Zusammensetzung
Hydrogele können alle vernetzten Polymere bilden, die polar sind (z. B. Polyacrylamid, Polyvinylpyrrolidon, Amylopektin, Gelatine, Cellulose).
Meist wird jedoch ein Copolymer aus Acrylsäure (Propensäure, H2C=CH-COOH) oder Natriumacrylat (Natriumsalz der Acrylsäure, H2C=CH-COONa) einerseits und Acrylamid andererseits verwendet, wobei das Verhältnis der beiden Monomere zueinander variieren kann.
Zusätzlich wird ein so genannter Kernvernetzer (Core-Cross-Linker, CXL) der Monomerlösung zugesetzt, der die gebildeten langkettigen Polymermoleküle stellenweise untereinander durch chemische Brücken verbindet (vernetzt). Durch diese Brücken wird das Polymer wasserunlöslich. Dieses sogenannte Basispolymer wird eventuell einer sogenannten Oberflächen-Nachvernetzung, (Surface-Cross-Linking, SXL) genannt, unterzogen. Dabei wird eine weitere Chemikalie auf die Oberfläche der Partikel aufgebracht, die durch Erwärmung ein zweites Netzwerk nur auf der äußeren Schicht des Korns knüpft. Diese Hülle stützt das aufgequollene Gel, um auch bei äußerer Belastung (Bewegung, Druck) zusammen zu halten.

## Funktionsweise
Polare Polymere wie die reine Polyacrylsäure binden bereits große Mengen des ebenfalls polaren Wassers (1000fache Masse) in ihrem Inneren und quellen dabei.
Durch die Natriumionen innerhalb der Polymerstruktur bildet das Molekül zusätzlich einen starken Salzcharakter aus, und es kommt aufgrund eines osmotischen Drucks zur weiteren Flüssigkeitsabsorption.

Dieser osmotische Druck bedingt letztlich die Aufnahmekapazität des Superabsorbers.
Daraus ergeben sich folgende Zusammenhänge:
Je mehr Natriumionen im Polymer eingebaut sind, desto größere Mengen Flüssigkeit können aufgenommen werden. Je höher die Konzentration an Salzen in der Flüssigkeit, desto geringer wird die Absorption ausfallen.
Dies erklärt, dass reines Wasser in Größenordnungen um das mehrere Hundertfache des Superabsorbereigengewichts absorbiert wird, wohingegen Salzlösungen – z. B. Urin – die Kapazität des Superabsorbers deutlich begrenzen. So wird von einer physiologischen Kochsalzlösung nur das 100fache gebunden.

Innerhalb des Partikels ist die Flüssigkeit nun bestrebt, das Molekül, welches sich wie ein Salz darstellt, aufzulösen – also in diesem Falle das Natrium vom Anion-Rest zu trennen. Dabei löst sich das Natrium tatsächlich in der Flüssigkeit auf und bildet durch seine elektrische Ladung (Na+) und den Dipolcharakter des Wassers eine Hydrathülle um sich herum.

Der organische Rest jedoch ist durch seine Polymerstruktur und insbesondere durch die Vernetzung wasserunlöslich. An den Stellen, an welchen sich im trockenen Zustand noch Natriumionen befunden haben, bleiben nun aber unbesetzte Stellen mit negativer Ladung offen. Auch dort bilden sich Hydrathüllen, welche allerdings das Ladungsungleichgewicht nicht ausgleichen. Da diese unbesetzten Stellen in der Polymerkette unmittelbar nebeneinander auftreten können und gleiche Ladungen sich gegenseitig abstoßen, wird das Molekül immer weiter aufgespannt, um den größtmöglichen Abstand dazwischen zu erlangen. Dies ist beim Aufquellen während der Absorption deutlich sichtbar.